# هه‌بئی
هه‌بئی (نیز هِبئی) با تلفظ دقیقتر «خه‌بِی» (به چینی: 河北省،‌ به پین‌یین: Héběi Shěng)  یکی از استان‌های کشور چین است.
این استان در شرق این کشور قرار گرفته‌است و مرکز آن شهر شیجیاژُوانگ می‌باشد.
جمعیت آن طبق آخرین سرشماری در سال ۲۰۱۹ نزدیک به ۷۶ میلیون نفر است.
مساحت این استان برابر ۱۸۸٬۸۰۰ کیلومتر مربع است.

## نام
نام این استان‌، «هه‌بئی»، در زبان چینی به معنی «شمال رودخانه» می باشد. نام این استان اشاره به موقعیت آن در شمال رود زرد دارد. نام استان هنان، استان همسایهٔ جنوبی هه‌بئی، به معنی «جنوب رودخانه» و اشاره به موقعیت آن استان در جنوب رود زرد دارد.

## موقعیت جغرافیایی
این استان دو کلان‌شهر پکن و تیانجین را از سه طرف محاصره کرده و حتی قسمتی از آن به صورت جزیره ای و جداگانه بین دو این دو شهر قرار گرفته‌است. بیشتر شهرهای مهم این استان از جمله شهرستان شیجیاژُوانگ (مرکز استان) در بخش جنوبی آن می‌باشد. ارتفاع متوسط از سطح دریا بین ۱۲۰۰تا ۱۵۰۰ متر بوده و اکثر مناطق آن دارای آب و هوای چهار فصل می‌باشد.